# Выборы в ландтаг Рейнланд-Пфальца 1963
Выборы в ландтаг Рейнланд-Пфальца 1963 года, на которых участвовало 6 партий, состоялись 31 марта. Христианско-демократический союз (Германия) (CDU) потерял абсолютное большинство голосов, при этом коалиция с Свободной демократической партией (FDP) продолжилась. В то время как, Социал-демократическая партия Германии (SPD) стала единственной партией оппозиции, так как Немецкая имперская партия (DRP) не смогла войти в состав ландстага.

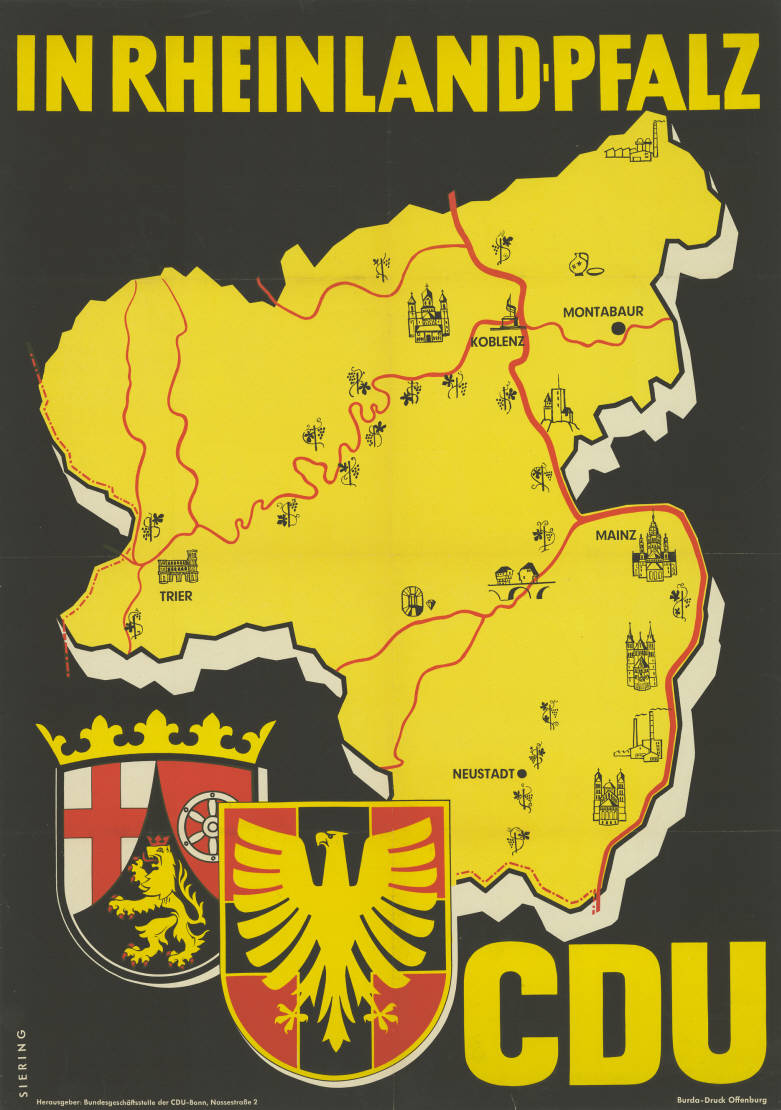
Плакат Христианско-демократического союза (CDU)

## Начальное положение
Петер Альтмейер решил создать коалицию со Свободной демократической партией (FDP). Оппозицию составили: Социал-демократическая партия Германии (SPD) и Немецкая имперская партия (DRP).

## Результаты выборов
Распределение мест после выборов 1963 года
Выборы в ландтаг состоялись 31 марта 1963 года. Участие в выборах приняло 6 партий.
- Общее количество избирателей: 2 363 313;
- Количество явившихся избирателей: 1 784 261;
- Явка избирателей: 75,50 %, из них:
  - действительные голоса: 1 752 486;
  - недействительные голоса: 31 775.

| Партия                              | Партия                                       | Голосов   | %     | Мест | Изменений |
| ----------------------------------- | -------------------------------------------- | --------- | ----- | ---- | --------- |
|                                     | Христианско-демократический союз (CDU)       | 777 838   | 44,38 | 46   | ▼6        |
|                                     | Социал-демократическая партия Германии (SPD) | 713 469   | 40,71 | 43   | ▲6        |
|                                     | Свободная демократическая партия (FDP)       | 177 377   | 8,30  | 11   | ▼3        |
|                                     | Немецкая имперская партия (DRP)              | 56 155    | 3,20  |      | ▼1        |
|                                     | Немецкий союз мира                           | 23 585    | 1,35  |      |           |
|                                     | Немецкое сообщество                          | 4 062     | 0,23  |      | ▼1        |
| Недействительных бюллетеней         | Недействительных бюллетеней                  | 31 775    | 1,78  | -    | -         |
| Всего                               | Всего                                        | 1 784 261 | 100   | 100  | -         |
| Зарегистрированных избирателей/явка | Зарегистрированных избирателей/явка          | 1 752 486 | 75,5  | -    | -         |